# Old Golden Throat
Old Golden Throat è un album raccolta dell'artista country statunitense Johnny Cash, pubblicato nel 1968 dalla CBS Records.

## Tracce
1. I Got Stripes (Cash, Charlie Williams) – 2:05
2. A Certain Kinda Hurtin'  (Cash) – 2:03
3. Little at a Time (Cash, Gordon Terry) – 1:57
4. All Over Again (Cash) – 2:12
5. Still in Town (Harlan Howard, Hank Cochran) – 2:36
6. Smiling Bill McCall (Cash) – 2:07
7. The Wind Changes (Cash) – 2:49
8. The Sons of Katie Elder (Ernie Sheldon, Elmer Bernstein) – 2:35
9. Dark as a Dungeon (Merle Travis) – 2:29
10. Tennessee Flat Top Box (Cash) – 3:01
11. The Matador (Cash, June Carter) – 2:48
12. Send a Picture of Mother (Cash) – 2:53
13. You Dreamer You (Cash) – 1:49
14. Red Velvet (Ian Tyson) – 2:48

## Formazione
- Johnny Cash - voce
- Luther Perkins, Carl Perkins, Jack Clement, Johnny Western, Norman Blake - chitarre
- Bob Johnson - mandolino, chitarra
- Marshall Grant - basso
- W.S. Holland, Buddy Harman - batteria
- Marvin Hughes, Floyd Cramer, Bill Pursell - piano
- Don Helms, Gordon Terry - archi
- Charlie McCoy - armonica
- The Carter Family, The Anita Kerr Singers, The Statler Brothers - cori